# Totolapan (Morelos)
Totolapan es una localidad del estado mexicano de Morelos. Es la cabecera del municipio de Totolapan.

## Demografía
| Gráfica de evolución demográfica |
|                                  |

| Censo | Población |
| ----- | --------- |
| 1900  | 1120      |
| 1910  | 1496      |
| 1921  | 777       |
| 1930  | 1151      |
| 1940  | 999       |
| 1950  | 1396      |
| 1960  | 1640      |
| 1970  | 2488      |
| 1980  | 3430      |
| 1990  | 3797      |
| 2000  | 5169      |
| 2010  | 6198      |
| 2020  | 6798      |